# Ringer-Europameisterschaften 1969
Die Ringer-Europameisterschaften 1969 fanden im griechisch-römischen Stil im Juni im italienischen Modena und im September im bulgarischen Sofia im Freistil statt.

## Griechisch-römisch
Das Turnier im griechisch-römischen Stil in Modena wurde ohne Teilnahme der Ringer aus den Ostblockstaaten durchgeführt. Die italienischen Ausrichter wollten die Flagge der DDR nicht hissen, worauf die DDR, die UdSSR, Ungarn und weitere Staaten dem Turnier fernblieben.

### Ergebnisse
| Klasse  | Gold              | Silber            | Bronze            |
| ------- | ----------------- | ----------------- | ----------------- |
| -48 kg  | Rolf Lacour       | Lorenzo Calafiore | Muzaffer Can      |
| -52 kg  | Boski Marinko     | Sefik Namli       | Fritz Huber       |
| -57 kg  | Risto Björlin     | Karlo Covic       | Giuseppe Bognanni |
| -62 kg  | Metin Alakoç      | Werner Hettich    | Michele Toma      |
| -68 kg  | Sreten Damjanović | Vahap Pehlivan    | Matti Poikala     |
| -74 kg  | Eero Tapio        | Momir Kecman      | Jan Karlsson      |
| -82 kg  | Milan Nenadić     | Jan Kårström      | Matti Laakso      |
| -90 kg  | Josip Čorak       | Tore Hem          | Roland Andersson  |
| -100 kg | Per Svensson      | Aimo Mäenpää      | Alfons Hecher     |
| +100 kg | Ömer Topuz        | Arne Robertsson   | Giuseppe Marcucci |

### Medaillenspiegel (griechisch-römisch)
| Rang | Land           | Gold | Silber | Bronze |
| ---- | -------------- | ---- | ------ | ------ |
| 1    | Jugoslawien    | 4    | 2      | 0      |
| 2    | Türkei         | 2    | 2      | 1      |
| 3    | Finnland       | 2    | 1      | 1      |
| 4    | Schweden       | 1    | 2      | 3      |
| 5    | BR Deutschland | 1    | 1      | 2      |

## Freistil

### Ergebnisse
| Klasse  | Gold                 | Silber              | Bronze             |
| ------- | -------------------- | ------------------- | ------------------ |
| -48 kg  | Roman Dmitriew       | Ognjan Nikolow      | Sefer Baygin       |
| -52 kg  | Baju Baew            | Aminula Nasrulajew  | Petre Ciarnău      |
| -57 kg  | Jancho Patrikow      | Pawel Maljan        | Mehmet Esenceli    |
| -62 kg  | Enju Todorow         | Petre Coman         | Sagalaw Abdulbekow |
| -68 kg  | Enju Waltschew-Dimow | Nodar Chochaschwili | Josef Engel        |
| -74 kg  | Juri Gusow           | Wolfgang Nitschke   | Adolf Seger        |
| -82 kg  | Juri Schachmuradow   | Károly Bajkó        | Iwan Iliew         |
| -90 kg  | Gennadi Strachow     | Attila Balogh       | Roland Andersson   |
| -100 kg | Wladimir Guljutkin   | Wassil Todorow      | Peter Germer       |
| +100 kg | Schota Lomidse       | Osman Duraliew      | Ömer Topuz         |

### Medaillenspiegel (Freistil)
| Rang | Land                            | Gold | Silber | Bronze |
| ---- | ------------------------------- | ---- | ------ | ------ |
| 1    | Sowjetunion                     | 6    | 3      | 1      |
| 2    | Bulgarien                       | 4    | 3      | 1      |
| 3    | Rumänien                        | 0    | 2      | 1      |
| 4    | Deutsche Demokratische Republik | 0    | 1      | 1      |
| 5    | Ungarn                          | 0    | 1      | 0      |
| 6    | Türkei                          | 0    | 0      | 3      |
| 7    | BR Deutschland                  | 0    | 0      | 1      |
|      | Tschechoslowakei                | 0    | 0      | 1      |
|      | Schweden                        | 0    | 0      | 1      |

## Erwähnenswertes
Der Luxemburger Josef Schummer erreichte im Superschwergewicht im griechisch-römischen Stil den vierten Platz. Schummer ist der bislang einzige im Herrenbereich für Luxemburg antretende Ringer.